# Nectandra hihua
Nectandra hihua är en lagerväxtart som först beskrevs av Ruiz & Pav., och fick sitt nu gällande namn av J.G. Rohwer. Nectandra hihua ingår i släktet Nectandra och familjen lagerväxter. Inga underarter finns listade i Catalogue of Life.